# Eckhard Marten
Eckhard Marten (* 18. April 1961 in Göttingen) ist ein deutscher Hochschullehrer, Journalist und Pressesprecher. Seit 2013 ist er Professor für Communications & Marketing an der International School of Management in Frankfurt am Main.

## Ausbildung
Eckhard Marten studierte Kommunikationswissenschaft, Politik, Soziologie und Jura an der Ludwig-Maximilians-Universität München. Sein Studium beendete er 1985 mit dem akademischen Grad Diplom-Journalist. In seiner wissenschaftlichen Abschlussarbeit untersuchte er Die amerikanischen Auslandskorrespondenten in der Bundesrepublik Deutschland. Parallel zum Studium besuchte Marten nach bestandener Aufnahmeprüfung die Deutsche Journalistenschule in München, deren 20. Lehrredaktion er mit einer abgeschlossenen Berufsausbildung zum Redakteur verließ. Im Jahr 1988 promovierte er an der Universität München zum Dr. phil. mit einer empirischen Untersuchung über das Deutschlandbild in amerikanischen Massenmedien.

## Beruf

### Tätigkeit als Journalist und Pressesprecher
Von 1987 bis 1990 war Marten beim Süddeutschen Rundfunk in Stuttgart als Reporter für Wirtschaft und Service tätig. Es folgten zwei Jahre beim Südwestfunk in Baden-Baden als Redakteur des SWF1 Morgenmagazins. Anschließend unterstützte er den Aufbau der Rundfunkanstalten in den neuen Bundesländern und wirkte als Chef bzw. Redakteur vom Dienst beim Mitteldeutschen Rundfunk in Dresden sowie beim Norddeutschen Rundfunk in Schwerin. Von 1994 an war Eckhard Marten als Abteilungsleiter für die Presse- und Öffentlichkeitsarbeit der LG-Bank in Stuttgart zuständig. Nach deren Fusion mit der Südwestdeutschen Landesbank und dem Marktgeschäft der L-Bank wurde er Pressesprecher der neu gegründeten Landesbank Baden-Württemberg (LBBW). Im Jahr 2001 holte ihn die Allianz Lebensversicherung und machte ihn zu ihrem Bereichsleiter Unternehmenskommunikation. Nach der Gründung der Allianz Deutschland AG im Jahr 2006 folgten weitere sechs Jahre als Leiter Kommunikation, in denen Marten für die Pressearbeit aller deutschen Allianz-Tochterunternehmen verantwortlich war (Lebensversicherung, Sachversicherung, Private Krankenversicherung, Allianz Bank und Allianz Vertrieb).

### Tätigkeit als Hochschullehrer
Bereits in seinen Jahren als Journalist und Pressesprecher war Marten mit Vorträgen, Schulungen und Mentoring-Programmen in der Ausbildung von Kommunikatoren tätig. Im Jahr 2005 nahm er einen Lehrauftrag der Universität Hohenheim für Kommunikationsmanagement an, den er neben seiner Tätigkeit bei der Allianz bis 2012 wahrnahm. Im Jahr 2013 wechselte er hauptberuflich in die Wissenschaft und übernahm eine Professur an der International School of Management in Frankfurt am Main. Seine Schwerpunkte sind dort Unternehmenskommunikation, Medienökonomie, Investor Relations und Internationales Marketing. Unter anderem arbeitete Eckhard Marten bereits als Erasmus-Gastprofessor am Kristiania University College in Oslo, an der Kozminski University in Warschau, an der Universität Zagreb, der Universidad Europea in Santa Cruz de Tenerife, an der Universidad Polytécnica in Valencia sowie an der Wroclaw University of Economics and Business in Breslau. Zudem ist er ehemaliger Stipendiat der Friedrich-Naumann-Stiftung, des Deutschen Akademischen Austauschdienstes (DAAD), der ZEIT-Stiftung, der Thyssen-Stiftung sowie des Stifterwerks der deutschen Presse.

## Ehrungen
- 1986: Air-France-Förderpreis für Nachwuchsjournalisten
- 2000: Preis für den Geschäftsbericht des Jahres (Bank-Magazin)
- 2002: Preis für den Geschäftsbericht des Jahres[6]
- 2003: PR-Award[7] LBBW Bank Mitarbeiterprogramm
- 2005: Deutscher Preis für Wirtschaftskommunikation
- 2006: Deutscher PR-Preis[8]
- 2007: Golden World Award der IPRA[9]
- 2011: European Sabre Award[10]; Otto Car Award

## Veröffentlichungen
- Digitalisierung ist das Zukunftsmodell für HR. In: HR Performance, Nr. 3/2024, S. 71–73[11]
- Mehr Fantasie wagen! Personaltrends. In: HR Performance, Special: Best of 2023/2024, S. 5–9[12]
- Kreativ rekrutieren. In: Personalmagazin, Nr. 8/2023, S. 80-83 (mit Arno Appenrodt)[13]
- Unternehmen sollten sich auf ein modernes ERM konzentrieren. In: HR Performance, Nr. 3/2023, S. 50-54 (mit Kim Schneider)[14]
- Commitment in the German Banking and Consulting Industry. Influence of Different Leadership Styles on Employee Commitment. In: Central European Management Journal. Nr. 4/2021, S. 196-214 (mit Vinzent Zerner und Jens Brandt) DOI:10.7206/cemj.2658-0845.65[15]
- Damit die Pflegekräfte nicht wieder ausfliegen. In: Personalmagazin, Nr. 9/21, S. 82-85 (mit Nadja Schäfer)[16]
- Mit emotionaler Mitarbeiterbindung zum Erfolg. So werden Pflegeeinrichtungen zu attraktiven Arbeitgebern. In: Pflege Zeitschrift, Nr. 8/2021 (74), S. 10-14 (mit Nadja Schäfer)[17]
- Der Kampf um das Personal der Zukunft – mit Guerilla-Taktiken zum Erfolg? In: HR Performance, Nr. 1/2021, S. 24-28 (mit Julian Moritzen)
- Gut geführt ist halb gewonnen. Der Zusammenhang zwischen Persönlichkeit, Führungsstil, und Mitarbeiterzufriedenheit. In: HR Performance, Nr. 5/2020, S. 4-8 (mit Stefanie Schmugler)
- Der gute Ruf als Schlüssel zum Erfolg. Wie Pharmaunternehmen ihre Reputation mit gezielter Unternehmenskommunikation nachhaltig verbessern können. In: PR-Magazin, Nr. 1/2020, S. 72–79 (mit Virginia Weichelt)
- Content Marketing – More than just a Buzz Word? Empirical Findings on the Attitude of Companies, Agencies and Publishing Houses. In: MedienJournal – Zeitschrift für Medien- und Kommunikationsforschung, Nr. 2/2019, S. 45–66 (mit Christoph Moss, Marcus Simon, Arne Westermann und Rebecca Zimmermann)[18]
- Mobile Payment: Bezahlen in China und Deutschland – eine Frage der Kultur. In: card Karten cartes, Nr. 1 / 2019, S. 18–23 (mit He Ting Huang)[19]
- Fluktuation als Feind. Wie können mittelständige Unternehmen qualifizierte Mitarbeiter an sich binden? In: HR Performance, Nr. 4/2019, S. 4–7 (mit Franziska Schildbach)
- Kulturschock dort, Kulturschock hier. Wie bereiten große Unternehmen ihre Mitarbeiter auf Auslandsentsendungen vor? In: HR Performance, Nr. 6/2018, S. 4–6 (mit Sinah Hahn)
- Aufenthalte im Ausland für den Arbeitgeber – welchen Nutzen haben die Mitarbeiter? In: HR Performance (Sonderheft Global HR), Nr. 6/2017, S. 8–11 (mit Tom Labonté)
- Führung – der Erfolgsfaktor der Zukunft. In: HR Performance, Nr. 2/2017, S. 68–70 (mit Vinzent Zerner)
- Banken und Medien – der Kampf der Welten. In: Bank und Markt, Nr. 7/2016, S. 39–43[20]
- Zwischen Anspruch und Wirklichkeit. In: HR Performance, Nr. 5/2016, S. 52–53 (mit Lisa Bauer)
- Warum Journalisten und Pressesprecher keine Freunde sind (und auch nicht werden können). Blog auf LinkedIn Pulse, 15. Januar 2016
- Manager und Medien – Der Kampf der Titanen, Blog auf LinkedIn Pulse, 4. März 2016
- Die Klaviatur der Kommunikation – die Tricks der Medien, Blog auf LinkedIn Pulse, 8. Februar 2016
- Das Schweigen der Sprecher – Zum Autismus in der Kommunikation zwischen Unternehmen und Medien. Fünf-teilige Artikelserie für „pressesprecher.com“: 4. August – 1. September 2015
- Kann ein Versicherungsunternehmen zur Lovemark werden? Eine empirische Untersuchung zu den Potentialen einer Versicherungsmarke. In: Zeitschrift für Versicherungswesen, Nr. 10/2015, S. 315–318 (mit Rosemarie Weller)[21]
- Crowdfunding = PR 2.0. Wie Non-Profit-Organisationen durch zielgerichtete Public Relations zu Crowdfunding zukunftsfähig bleiben. In: PR-Magazin. Nr. 7/2014, S. 54–60 (gemeinsam mit Jennifer Kind)
- Kommunikation: Ziemlich beste Feinde. In: Die Bank, Nr. 7/2014, S. 62–66.[22]
- Das Schweigen der Sprecher. Zum Autismus in der Kommunikation. In: Kommunikationsmanager. März 2014, S. 68–72.[23]
- Eine Frage der Fairness. Zum schwierigen Umgang zwischen Medien und Versicherungsunternehmen. In: Zeitschrift für Versicherungswesen, Nr. 7/2014, S. 179–184.
- Entdecke die Zuversicht: Wie die Allianz einen positiven Begriff für sich besetzt. In: Kommunikationsmanager, September 2010, S. 30–35.[24]
- Freuen Sie sich: Sie werden alt! Die Länger-leben-Kampagne der Allianz. In: Kommunikationsmanager, September 2006, S. 26–30.
- Altersvorsorge – die journalistische Karriere eines Themas. In: PR Magazin. Nr. 7/2002, S. 49–54 (mit Tobias Lieber)[25]
- Rezensionen dazu (soweit bekannt) In: „Süddeutsche Zeitung“ (27. Februar 1990), „Handelsblatt“ (17. November 1989), „Buch-Report“ und im Bayerischen Fernsehen (3. Programm) in der Sendung „Lesezeichen“ vom 4. Juni 1990 Aufnahme in mehrere deutsch- und englischsprachige Informationsdienste
- Das Deutschlandbild in der amerikanischen Auslandberichterstattung. Ein kommunikationswissenschaftlicher Beitrag zur Nationenbildforschung. Deutscher Universitätsverlag, Wiesbaden 1989 (Dissertation)[26]
- Siegfried or Wotan in Krauts-Country: Was amerikanische Journalisten von den “Deutschen” und “Deutschland” halten. In: Publizistik, 34. Jg./1989, Nr. 1-2, S. 78–95.
- Geschätzt, gefürchtet, gelobt. In: Frankfurter Hefte / Neue Gesellschaft. 35. Jg./1988, Nr. 9, S. 867–870.
- Krauts, Nazis oder Boris Becker? Anmerkungen zum amerikanischen Deutschlandbild. In: liberal, 30. Jg./1988, Nr. 1, S. 15–20.[27]
- Eher Wotan als Siegfried. In: Journalist, 38. Jg./1988, Nr. 7, S. 78–80.
- Zur historischen Entwicklung des amerikanischen Deutschlandbildes. IN: Politik und Kultur. 15. Jg./1988, Nr. 2, S. 55–64.
- G. I. Joe oder Steppenwolf? In: Internationale Schulbuchforschung, 10. Jg./1988, Nr. 2, S. 117–126.[28]
- Amerikanische Auslandskorrespondenten in Deutschland. In: Publizistik, 32. Jg./1987, Nr. 1, S. 23–33.
- Die amerikanischen Auslandskorrespondenten in der Bundesrepublik Deutschland. Zum Tätigkeitsprofil, Selbstverständnis und Deutschlandbild einer Journalistengruppe – Diplom-Arbeit, Ludwig-Maximilians-Universität München 1986
- Bonner Botschaften. In: Journalist. 37. Jg./1986, Nr. 5, S. 8–12.